# Wolodymyr Chandohij

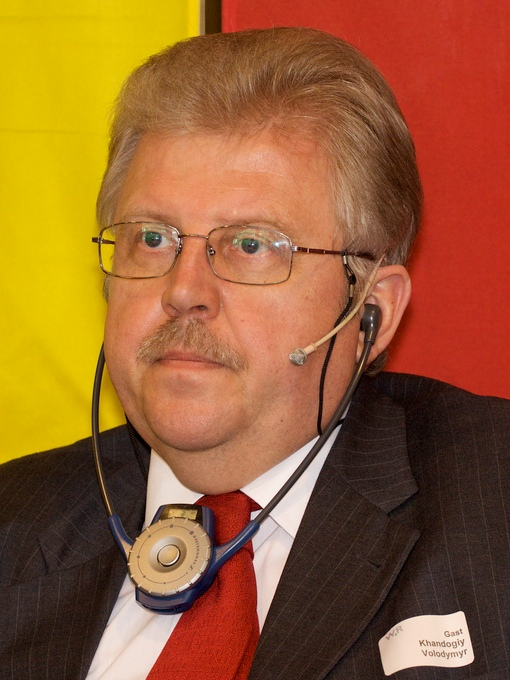
Wolodymyr Chandohij, 2009

Wolodymyr Dmytrowytsch Chandohij (ukrainisch Володимир Дмитрович Хандогій; * 21. Februar 1953 in Tscherkassy, Ukrainische SSR, Sowjetunion), auch Volodymyr Khandohiy, ist ein ukrainischer Diplomat und war 2009 mehrere Monate kommissarischer Außenminister der Ukraine.

## Biografie
Wolodymyr Chandohij studierte an der Fakultät für Internationale Beziehungen und Internationales Recht der Taras-Schewtschenko-Universität in Kiew. Von 1975 bis 1976 arbeitete er als Übersetzer auf der Baustelle eines Hüttenwerks in Karatschi (Pakistan). Danach war er als Attaché in der Presseabteilung des Außenministeriums der Ukrainischen SSR (USSR) tätig. Von 1979 bis 1983 war er Teil der Gesandtschaft der USSR bei den Vereinten Nationen in New York City. Danach arbeitete er erneut in verschiedenen Positionen im Außenministerium in Kiew. 1988 kehrte er nach New York zurück, diesmal als Teil der Delegation der Sowjetunion. Nach deren Zusammenbruch blieb Chandohij bei den Vereinten Nationen, nunmehr als Vertreter der unabhängigen Ukraine. 1994 kehrte er wiederum ins Außenministerium zurück. Von 1995 bis 1998 war er erstmals stellvertretender Außenminister. Ab 1988 war er Botschafter der Ukraine in verschiedenen Ländern: zunächst in Kanada, dann in den Niederlanden und schließlich in Belgien (mit Zuständigkeit für Luxemburg und die Beziehungen zur NATO). Von Oktober 2005 bis Januar 2006 war Chandohij Leiter der Abteilung für die Beziehungen zur NATO im Kiewer Außenministerium. Seit Januar 2006 ist er erneut einer der stellvertretenden Außenminister der Ukraine, seit Juli 2007 erster Stellvertreter des Außenministers. Nach der Abwahl des Außenministers Wolodymyr Ohrysko am 3. März 2009 durch das ukrainische Parlament übernahm Chandohij kommissarisch dessen Amt. Am 9. Oktober 2009 wurde Petro Poroschenko zum neuen ordentlichen Außenminister gewählt.
Seit dem 30. Juli 2010 bis Mai 2014 war er außerordentlicher und bevollmächtigter Botschafter der Ukraine im Vereinigten Königreich.